# Gongdeok (métro de Séoul)
Gongdeok (hangeul : 공덕 ; hanja : 孔德) est une station de correspondance entre, la ligne 5, la ligne 6, la ligne AREX et la ligne Gyeongui-Jungang du métro de Séoul. Elle est située sdans l'arrondissement de Mapo-gu à Séoul en Corée du Sud.

## Situation sur le réseau

Plan du réseau du métro de Séoul (2023)

Établie en surface, Susaek, est une station de correspondance entre, la ligne 5, la ligne 6, la ligne AREX et la ligne Gyeongui-Jungang du métro de Séoul: 
sur la ligne 5, elle est située entre la station Mapo, en direction du terminus ouest Banghwa, et la station Aeogaey, en direction des terminus des branches est Hanam Geomdansan ou Macheon.
sur la ligne 6, elle est située entre la station Daeheung, en direction du terminus de la boucle ouest Eungam, et la station Parc de Hyochang, en direction du terminus est Sinnae.
sur la ligne AREX, elle est située entre la station Université de Hongik, en direction du terminus ouest Aéroport international d'Incheon Terminal 2, et la station gare de Séoul, le terminus est de la ligne établie au centre de Séoul.
et, sur la ligne Gyeongui-Jungang, elle est située entre la station Université de Seogang, en direction du terminus nord-ouest Munsan, et la station Parc de Hyochang, en direction du terminus est Jipyeong.